# Pohořelec (Hradčany)

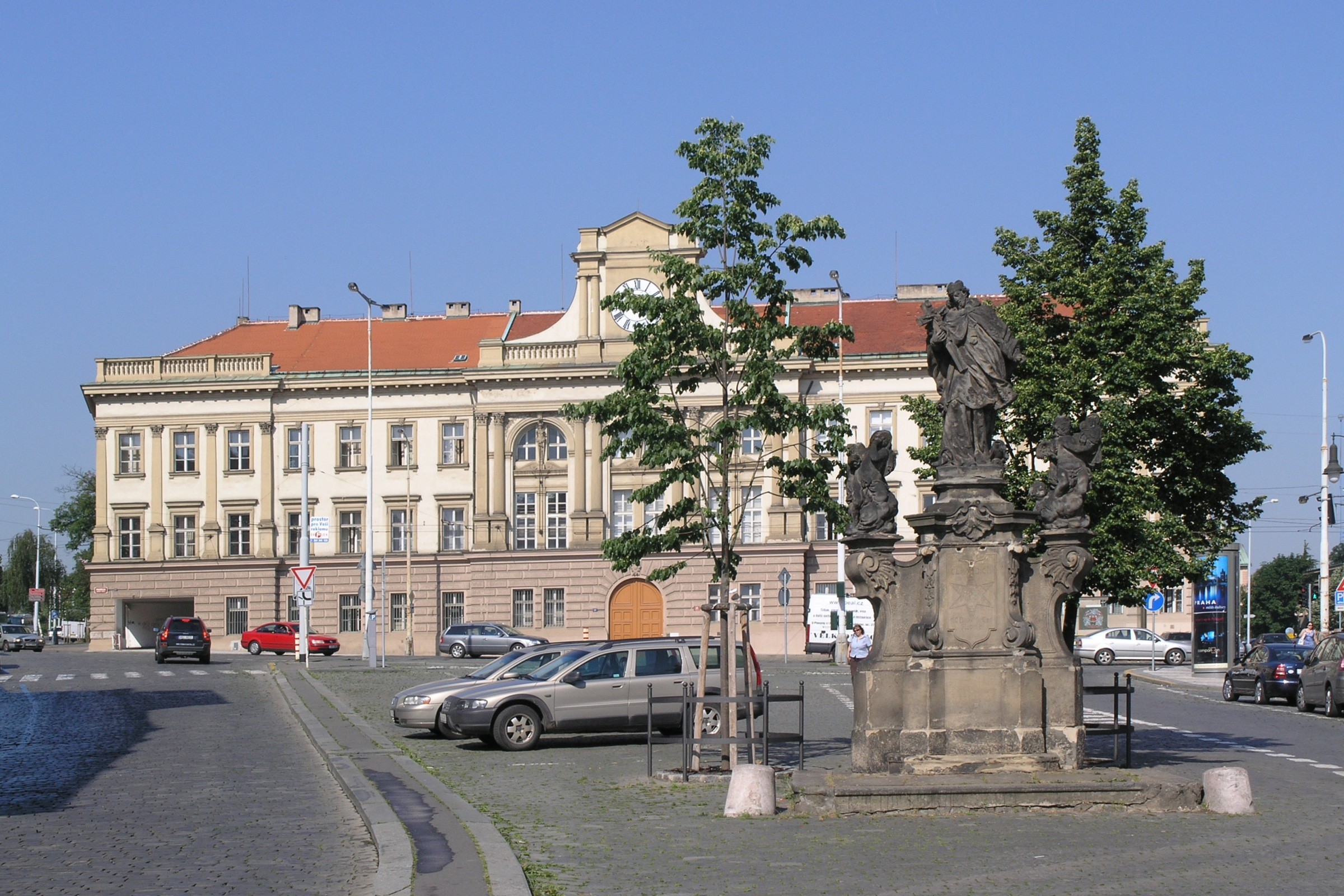
Ancienne caserne et groupe sculptural de Saint Jean Népomucène à Pohořelec

Pohořelec est une ancienne colonie et un quartier, maintenant une rue et un espace public à Prague, à la limite ouest du district de Hradčany à Prague 1, près de Strahov, non loin de Prague 6 et de Břevnov.

## Histoire
Au Moyen Âge, comme voisin de Hradčany, un marché s'est installé sur une route allant vers la Bohême de l'Ouest.
Le chroniqueur Kosmas a cité le règlement du marché des chroniqueurs à 1091  Brûlé à la fin du XIe siècle, le centre du marché a été transféré sur la rive droite de la rivière Vltava.
Selon Jiří Čarka, Pohořelec a été fondée par le burgrave Alš de Malíkovice en 1375 sur le site d'un ancien village du même nom, qui appartenait au monastère de Strahov. Au début du XVe siècle, le district fut entièrement construit, mais lors des batailles contre les Hussites en 1420, il fut complètement détruit et incendié. Après la restauration, le quartier fut à nouveau incendié en 1541 lors d'un grand incendie dans la ville basse et à Hradčany. Il fut à nouveau touché par un incendie lors de l'invasion des troupes françaises en 1742
Entre la caserne actuelle et le lycée Jan Kepler, à la place de la rue Parléřova actuelle, se trouvait la maison de loisirs Jakub Kurz de Senftenava, sous la direction de Rudolf II. L'astronome danois Tycho Brahe y vécut dans les années 1599–1601 et y avait son dernier observatoire au point culminant de Hradčany, avec l'astronome allemand Jan Kepler. Des fouilles archéologiques effectuées en 1902 et 1931 ont confirmé l'existence de la maison.
Le nom de Pohořelec est documenté depuis le XIVe siècle. Jusqu'en 1870, la partie ouest de la rue s'appelait U Říšské brána ou U Strahovské brána.

## Description
La partie orientale de la zone se compose de deux rues parallèles, la rue Loretánska, menant ici à une colline du château de Prague allant de la place Hradčanské à l'extrémité sud de la place Loreto et à la rue Uvoz menant ici à une colline escarpée de la rue Nerudova à Malá Strana. La traversée de plusieurs rues (Dlabačov, Parléřova, Keplerova, Ovoz, Loretánská) crée ici un petit carré triangulaire allongé. Le monument du héros de Zborov, le colonel des légions tchécoslovaques Josef Jiří Švec, a été construit ici avant la Seconde Guerre mondiale sur un socle en forme de pyramide tronquée dans l'axe de l'ancienne caserne (devant la porte principale). Il n'a pas été enlevé par les nazis, mais par les communistes après 1948.

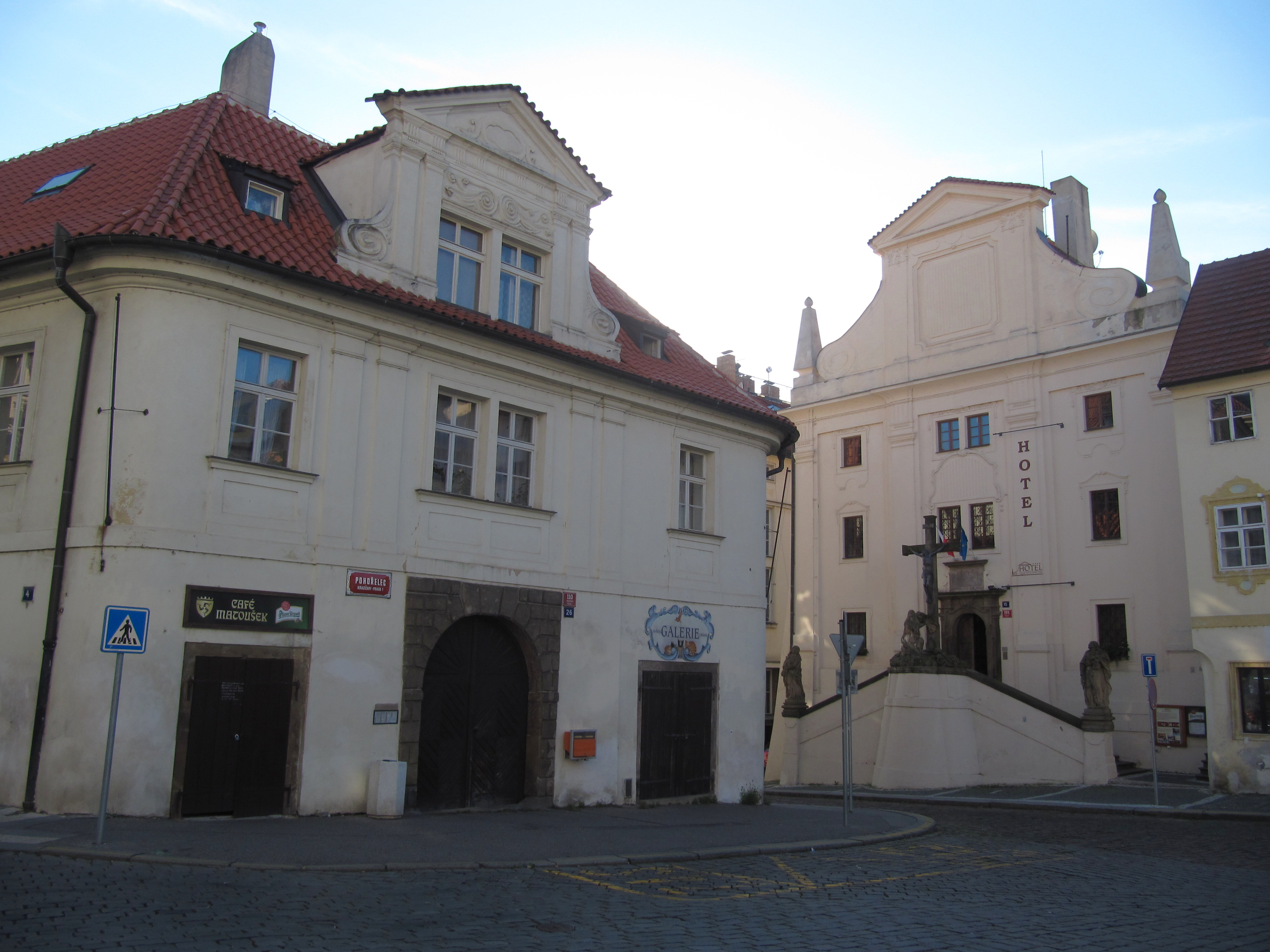
Maison Siroky dans la partie inférieure avant de la place et ancien hôpital près de la rue Úvoz

Au milieu de la place, qui est fermée par des maisons à arcades du côté nord, se trouve un monument baroque avec une statue de saint Jean Népomucène avec un poisson parmi les trois anges, œuvre de Jan Antonín Quitainer, avec une lanterne manquante dans l'axe du piédestal avec un bouclier et une inscription latine mal conservée. Le monument a subi une refonte générale en 2016. Il est entouré d'un parking.
Sur le côté sud se trouve un certain nombre de maisons d’origine médiévale, plusieurs fois reconstruites, collées aux murs du monastère de Strahov voisin. L'ancien hôpital du monastère situé à l'embouchure de la rue Úvoz fait désormais office d'hôtel. Au-dessus du portail d'entrée se trouve une inscription en latin sur une plaque de marbre transférée d'un ancien hôpital. Devant lui, à l'entrée d'un escalier à deux bras, le groupe sculptural en grès baroque du calvaire avec la grande croix, Jésus crucifié, la vierge Marie et l'église Marie Madeleine.

## Sites environnants
- Monastère de Strahov
- Monument de la littérature nationale
- Tunnel de Strahov
- Palais Czernin
- Quartier de Novy Svet

## Littérature
- Ruth František, Kronika královské Prahy a obcí sousedních, Prague, Pavel Körber, 1903-1904, 1246 p. (lire en ligne), p. 859-862